# Estrato ativo
Em ambientes de permafrost, o estrato ativo é a camada superior do solo que passa pelo degelo durante o verão e se recongela durante o outono. Em todos os climas, independente da presença de permafrost, a temperatura nas camadas mais profundas do solo permanece mais estável que a da superfície, onde a influência da temperatura ambiente é maior. Isso quer dizer que, no decorrer dos anos, a influência do resfriamento do inverno e aquecimento do verão (em climas temperados) diminui na medida em que a profundidade aumenta.
Se a temperatura de inverno ficar abaixo do ponto de congelamento da água, uma frente de congelamento se formará no solo. Essa frente de congelamento é a divisa entre o solo congelado e o não-congelado, e com a chegada da primavera e do verão, o solo se degela, sempre no sentido de cima para baixo. Se o calor do verão exceder o frio do inverno, o solo será totalmente descongelado durante o verão, provocando o desaparecimento de todo o permafrost. Isso ocorre quando a temperatura média anual fica acima de 0°C, mas também quando a média anual se situa levemente abaixo de 0°C em locais expostos ao sol com cobertura de vegetação.
Quando não há calor o suficiente para promover o degelo completo do solo, o permafrost se forma. O estrato ativo nesse ambiente consiste nas camadas do topo do solo que se descongelam durante o verão, enquanto o estrato inativo refere-se ao solo abaixo que permanece congelado durante todo o ano, onde o calor não consegue penetrar. A água líquida não flui abaixo da estrato ativo, e como resltado os ambientes de permafrost tendem a ser mal drenados e alagadiços.

## Profundidade do degelo
A espessura da camada ativa, conhecida como a profundidade do degelo, é determinada pelo ponto máximo até onde a frente de congelamento e é forçada a recuar devido ao calor do verão.
Assim, o fator determinante primário do estrato ativo é a temperatura máxima atingida durante o verão. Se essa temperatura se elevar a apenas poucos graus acima de 0°C, o estrato ativo pode ser muito tênue (apenas 10 cm na Ilha de Ellesmere), se o clima for ameno, ele pode ser bastante espesso (por volta de 2.5 m em Yakutsk), e se o permafrost for descontínuo e o solo começar seu degelo mais cedo, o estrato ativo pode ainda ser espesso (5 metros em Yellowknife). O material parente do solo também é importante: estratos ativos compostos por materiais arenosos ou ricos em cascalho podem atingir profundidades até cinco vezes superiores aos estratos ativos compostos de lama ou argila. Isso ocorre porque o material mais áspero permite uma condução do calor para níveis muito mais profundos no solo.
A profundidade do estrato ativo é importante porque as raízes das plantas não são capazes de penetrar além do estrato ativo, tendo seu crescimento restrito pela espessura dessa camada. Dessa forma, em um ambiente de permafrost perene, as plantas possuem raízes que penetram raso no solo, o que restringe o crescimento de espécies de árvores adaptadas a esses ambientes, como a Larix. Em regiões de permafrost descontínuo, a maior parte das coníferas consegue crescer facilmente.

## Pereletok
Devido a variação das temperaturas do verão de um ano a outro, o nível do aquecimento do estrato ativo também varia - o que significa que a profundidade do degelo não é constante.

## A formação do solo no estrato ativo
A crioturbação é a força dominante em operação num estrato ativo, ela tende a uniformizar a composição dos materiais ao longo dessa camada. Porém, a variação na composição dos solos devido às diferenças na rocha parente são proeminentes em regiões de permafrost devido ao baixo ritmo da meteorização em climas muito frios.
A baixo índice de decomposição de materiais orgânicos quer dizer que os gelissolos (solos de permafrost) são importantes atores na absorção de dióxido de carbono. Esse dióxido de carbono e outros gases do efeito estufa (principalmente o metano), que são produzidos pela lenta deconposição do excesso de matéria orgânica que resta na maioria dos gelissolos e são misturado à camada pereletok durante os verões relativamente quentes, e abaixo dessa camada em períodos de maior aquecimento ocorridos há 5000-6000 anos atrás. A estocagem de carvão implica que o degelo do permafrost pode se acelerar com o aquecimento global - alguns sugerem que a diferença poderia se tornar bastante significativa se o carbono tiver se depositado num período anterior ao máximo glacial recente.